# Landvetter
Landvetter – miejscowość (tätort) w Szwecji, w regionie administracyjnym (län) Västra Götaland, w gminie Härryda.
Według danych Szwedzkiego Urzędu Statystycznego liczba ludności wyniosła: 8839 (31 grudnia 2015), 9122 (31 grudnia 2018) i 9187 (31 grudnia 2019).